# 中华人民共和国第十四届运动会围棋比赛
中华人民共和国第十四届运动会围棋比赛于2021年9月20日决出首枚金牌。

## 項目獎牌榜
| 項目             | 金牌                    | 银牌                  | 铜牌                    |
| 男子全民团体     | 广东队                  | 山东队                | 上海队                  |
| 女子全民团体     | 江苏队                  | 上海队                | 浙江队                  |
| 男子个人公开     | 陶欣然（陕西队）        | 江维杰                | 连笑                    |
| 男子个人业余     | 王琛（上海队）          | 白宝祥                | 马天放                  |
| 女子个人公开     | 汪雨博（浙江队）        | 陈一鸣                | 唐奕                    |
| 女子个人业余     | 黎念念（广西队）        | 艾欣楠                | 胡盼盼                  |
| 混合双人公开     | 上海队（胡耀宇/芮乃伟） | 江西队（彭立尧/唐奕） | 江苏队（芈昱廷/王晨星） |
| 混合双人业余     | 冯毅/苗小溪（山东队）   | 胡煜清/邓伊伦         | 梁程/张琪奕             |
| 男子个人公安民警 | 李爽（北京前卫队）      | 高峰                  | 杨郁杏                  |
| 女子个人公安民警 | 胡铭闽（浙江前卫队）    | 肖元                  | 熊颜熠子                |

## 混合双人公开组
上海队（胡耀宇芮乃伟），第二名江西队（彭立尧唐奕），第三名江苏队（芈昱廷王晨星），第四名山东队（江维杰王爽），第五名陕西队（时越李赫），第六名北京队（陈耀烨曹又尹），第七名广东队（戎毅蔡碧涵），第八名黑龙江队（朴文垚孙冠群）。

## 男子个人公开组
1. 陶欣然（陕西队）
2. 江维杰（山东队）
3. 连笑（浙江队）
4. 唐韦星（天津队）
5. 党毅飞（四川队）
6. 芈昱廷（江苏队）
7. 陈浩（西藏队）
8. 胡耀宇（上海队）

## 女子个人公开组
1. 汪雨博（浙江队）
2. 陈一鸣（广东队）
3. 唐奕（江西队）
4. 芮乃伟（上海队
5. 李赫（陕西队）
6. 王晨星（江苏队）
7. 王爽（山东队）
8. 曹又尹（北京队）

## 男子个人业余组
1. 王琛（上海）
2. 白宝祥（吉林）
3. 马天放（河北）
4. 简中凡（四川）
5. 李嘉男（辽宁）
6. 张坤峰（广西）
7. 于天（江苏）
8. 王峥增（河南）

## 女子个人业余组
1. 黎念念（广西）
2. 艾欣楠（江苏）
3. 胡盼盼（重庆）
4. 王厚民（中国石油体协）
5. 陈卉敏（山东）
6. 杜雪雯（四川）
7. 王楚（山西）
8. 孙赛（北京）

## 混合双人业余组
1. 冯毅、苗小溪（山东队）
2. 胡煜清、邓伊伦（上海队）
3. 梁程、张琪奕（江苏队）
4. 冷雪峰、邱文绮（重庆队）
5. 刘智超、刘娅莉（山西队）
6. 王一喆、魏思悦（陕西队）
7. 张朱泓杉、刘心婷（云南队）
8. 孟江涛、张一先（内蒙古队）

## 男子个人公安民警组
1. 李爽（北京前卫队）
2. 高峰（河南前卫队）
3. 杨郁杏
4. 顾彬
5. 萧笛
6. 刘文艺
7. 关志坚
8. 周韬

## 女子个人公安民警组
1. 胡铭闽（浙江前卫队）
2. 肖元（北京前卫队）
3. 熊颜熠子（广东前卫队）
4. 刘晶晶（四川前卫队
5. 吕相瑜（山东前卫队）
6. 蒋梦瑶（河南前卫队）
7. 杨亚歌（铁路前卫队）

## 男子全民团体
1. 广东队
2. 山东队
3. 上海队
4. 贵州队
5. 江苏队
6. 湖北队
7. 浙江队
8. 河南队

## 女子全民团体
1. 江苏队
2. 上海队
3. 浙江队
4. 山西队
5. 河南队
6. 广东队
7. 辽宁队
8. 湖北队